# 東海専門学校
東海専門学校（とうかいせんもんがっこう）は、1945年（昭和20年）8月、財団法人東海学園により設立された私立の旧制専門学校である。

## 沿革
- 1945年（昭和20年）
  - 8月15日 - 航空科学専門学校と電波科学専門学校を合併して、東海専門学校と改称。
  - 8月15日 - 清水区三保にある駒越校舎を本校、東京都北多摩郡府中町にある校舎を府中分校となる。
  - 10月20日 - 東海科学専門学校に校名変更。

## 校長
- 仁科芳雄